# Kids United
Kids United (Кидз Юна́йтед) — французская музыкальная группа, созданная из шести детей от 8 до 15 лет в 2015 году в рамках кампании Детского фонда ООН (ЮНИСЕФ).
В 2018 году, с приходом в группу нового поколения детей, она стала называться Kids United Nouvelle Génération («Kids United. Новое поколение»).

## История
Шефствуют над группой певица Эле́н Сегара́ и певец Корнель.
20 ноября 2015 года у группы вышел дебютный альбом Un monde meilleur, состоявший из новых версий известных песен прошлых лет. По состоянию на середину января 2016 года альбом продался во Франции в более чем 140 000 экземплярах и был сертифицирован платиновым, а выложенный 5 октября на YouTube клип группы на песню «On écrit sur les murs» по состоянию на апрель 2020 года посмотрели свыше 300 миллионов раз.
3 марта 2016 года Карла объявила в своём твиттере, что уходит из группы. Её не будет на втором альбоме, но в течение ближайших недель она будет продолжать принимать участие в деятельности группы. В частности, Карла будет в составе группы на предстоящем 21 мая концерте Kids United в парижском зале «Олимпия».

## Участники
См. также http://wearekidsunited.com/#artistes на официальном сайте.
- Глория (13 лет) На момент создания группы ей было 8 лет. До этого участвовала во французской версии телеконкурса «Голос. Дети», где выбыла в «поединках», проиграв Карле.
- Валентина (12 лет) Победительница «Детского Евровидения» 2020 года с песней «J’imagine»
- Натан (14 лет)
- Ильяна (15 лет)
- Дайлан (16 лет).

## Бывшие участники
Возраст участников указан по состоянию на 29 февраля 2018 года. См. также http://wearekidsunited.com/#artistes на официальном сайте.
- Карла (15 лет)
Карла — победительница первого сезона французской версии вокального телеконкурса «Голос. Дети»[фр.]. Приняла участие в том конкурсе она в 10 лет. На слепом прослушивании исполняла песню «Éblouie par la nuit» певицы ZAZ. Её наставником стала певица Дженифер. Покинула группу в 2016 году.
- Эрза (12 лет)
В 2015 году Эрза участвовала в телеконкурсе La France a un incroyable talent. Дошла там до финала. Покинула группу в 2018 году[5]
- Эстебан (18 лет)
В 11 лет Эстебан участвовал в телеконкурсе La France a un incroyable talent (со своим кузеном), а 13 лет — во французской версии телеконкурса «Голос. Дети». Со своим кузеном Диего выпускает канал «Esteban y Diego» на YouTube. Ему было 14 лет на момент создания группы. Покинул группу в 2018 году[5]
- Габриэль (16 лет)
Габриэлю 13 лет, его мультикультурность делает его незаменимым как певца. Он из коммуны Рубе, но имеет английские корни, часть времени проводит в Англии, и на добровольной основе тренирует товарищей по группе Kids United исполнению песен на английском языке. До группы Габриэль участвовал в британском вокальном телеконкурсе Teen Star. Затем у него стоял выбор между двумя кастингами: во французскую версию телеконкурса «Голос. Дети» и в группу Kids United. Он выбрал последний, так как ему понравилась идея помогать детям. Покинул группу в 2018 году[5]
- Нилузи (18 лет)
Нилузи́ в январе 2014 года участвовала во французской музыкальной передаче «L'École des fans, nouvelle génération» с певицей Таль. Ту игру она выиграла двумя голосами жюри против одного за девочку Шераз. На момент создания группы ей было 15 лет. Она в ней самая старшая. Покинула группу в 2018 году[5]

## Дискография

### Альбомы
| Год  | Название                 | Позиции в чартах | Позиции в чартах | Позиции в чартах |
| Год  | Название                 | FRA              | BEL WA           | SUI              |
| ---- | ------------------------ | ---------------- | ---------------- | ---------------- |
| 2015 | Un monde meilleur        | 1                | 11               | 12               |
| 2016 | Tout le bonheur du monde |                  |                  |                  |
| 2017 | Forever United           |                  |                  |                  |

### Синглы
| Год  | Название                | Позиции в чартах | Позиции в чартах | Позиции в чартах |
| Год  | Название                | FRA              | BEL WA           | SUI              |
| ---- | ----------------------- | ---------------- | ---------------- | ---------------- |
| 2015 | «On écrit sur les murs» | 5                | *tip             | —                |
| 2015 | «Imagine»               | 197              | —                | —                |
| 2015 | «Last Christmas»        | 96               | —                | —                |